# Hercules (jogo eletrônico)
Hercules (também conhecido como Disney's Hercules, Disney's Hercules Action Game, Hercules Action Game, Disney's Action Game Featuring Hercules e Disney's Action Game Featuring Disney's Hercules) é um jogo eletrônico de plataforma de 1997 desenvolvido pela Eurocom Entertainment Software. É baseado no filme de 1997 de mesmo nome. Foi lançado para PlayStation e Microsoft Windows, junto com uma versão resumida desenvolvida pela Tiertex Design Studios para o Game Boy lançado pela THQ no mesmo ano.

## Trama
O jogo segue o mesmo enredo do filme de animação. Hércules, filho de Zeus, é destituído de sua divindade e precisa provar que é um verdadeiro herói para recuperar sua imortalidade e se juntar a Zeus e os outros deuses no Monte Olimpo. Para isso, Hércules deve completar diversas missões e derrotar diversos vilões, e no final, enfrentar Hades, o governante do submundo, que também é responsável pela perda da imortalidade de Hércules.

## Jogabilidade
O jogo é principalmente bidimensional, embora o jogador possa caminhar para outros planos por caminhos ou escadas em muitas missões. Existem dez níveis e três modos de dificuldade: Iniciante, Médio e Hercúleo. Os dois últimos níveis são jogáveis apenas nas dificuldades Médio e Hercúleo. Existem três níveis de corrida no jogo em que o jogador deve correr para frente pelo mapa e evitar obstáculos sem ser capaz de parar ou lutar.
A saúde do jogador pode ser aumentada pegando elmos de Hércules e bebendo copos de Hércules encontrados ao longo do jogo. A arma principal do jogador é a espada; Hércules também pode socar, mas esta é uma maneira muito mais difícil de derrotar inimigos. Power-ups temporários de armas, conhecidos como "Presentes dos Deuses", podem ser encontrados ao longo do jogo. Estes incluem a Espada Relâmpago, que atira raios em qualquer direção que Hércules mirar; a Espada Bola de Fogo, que atira bolas de fogo que perseguem os inimigos na tela; e a Espada Sônica, que afeta alvos inimigos a curta distância com uma explosão sônica circular; o Elmo de Hades, que concede ao jogador alguns segundos de invulnerabilidade quando ativado. Os power-ups têm ação limitada e, uma vez que sua energia se esgota, eles não podem mais ser usados.
Em muitos níveis, há letras escondidas que, se coletadas, formarão a palavra HERCULES e permitirão que o jogador apareça diretamente no próximo nível, em vez de começar o jogo novamente do início. Há também quatro vasos escondidos em cada missão que, após a coleta, darão ao jogador uma senha salva para o nível atual. A maioria dos chefes não pode ser derrotada por lutas convencionais e exigem que o jogador execute ações especiais para passar. Entre os inimigos que Hércules enfrenta estão guerreiros esqueletos, Nesso, o Centauro, Minotauro, Hidra de Lerna, as aves do Lago Estínfalo, as Harpias, os Tebanos, Górgona, Hades, vários Titãs e um Ciclope.

## Relançamentos
A versão do jogo para PlayStation foi relançada pela Majesco Sales em 1998 com uma classificação E (que substituiu a classificação "Crianças para Adultos" da ESRB no mesmo ano) e as palavras "Jogo de Ação" removidas do título.
A versão do jogo para PlayStation foi relançada como um PSOne Classic na PlayStation Store em 8 de março de 2011. A versão para PC do jogo foi relançada no GOG.com e na Steam em 17 de maio de 2019.

## Recepção
O jogo dividiu os críticos. Se uma análise dava uma recomendação positiva ou negativa dependia em grande parte da opinião do crítico sobre o uso de jogabilidade estereotipada da última geração com elementos modernos. A GameSpot, por exemplo, descreveu Hercules como uma espécie de grande sucesso dos títulos "16 bits" da Disney, incorporando os melhores elementos desses jogos, mas ainda apresentando avanços suficientes para levá-lo "ao nível de 32 bits" e, consequentemente, concluiu que era um item essencial. Dan Hsu, da Electronic Gaming Monthly, disse de forma semelhante que "Hercules pega tudo o que você gostava dos clássicos de rolagem lateral e dá a eles um grande impulso de 32 bits". Por outro lado, a Next Generation disse que "segue o estilo estabelecido por todos os títulos de ação de rolagem lateral da era de 16 bits, tanto que parece um jogo Genesis: ande da esquerda para a direita, atacando centauros e outras criaturas mitológicas com uma espada. Tudo já foi feito antes, e melhor também." Ele observou que havia elementos de jogabilidade modernos, mas os considerou em grande parte superficiais. A GamePro comentou de forma semelhante: "O principal problema é que todos nós já jogamos este jogo antes, apenas com temperos diferentes."
A maioria dos críticos aplaudiu a mistura de polígonos e sprites do jogo, tanto pela alta qualidade desses elementos quanto pela maneira como eles foram perfeitamente integrados entre si. A GamePro discordou parcialmente, citando pixelização severa, mas reconheceu que a animação desenhada à mão é impressionante. O uso de música e vozes do filme também foi amplamente elogiado.
No festival Milia de Cannes de 1999, Hercules levou para casa um prêmio de "ouro" por receitas acima de € 15 milhões na União Europeia durante 1998.